# Zorilispe luzonica
Zorilispe luzonica là một loài bọ cánh cứng trong họ Cerambycidae.